# Pro Tools (Album)
Pro Tools ist das sechste Studioalbum des US-amerikanischen Rappers GZA. Es erschien am 19. August 2008 über das Independent-Label Babygrande Records. In Deutschland erfolgte die Veröffentlichung am 24. Oktober 2008.

## Titelliste
1. Intromental – 0:52
2. Pencil (mit Masta Killa und RZA) – 3:58
3. Alphabets – 2:42
4. Groundbreaking (mit Justice Kareem) – 2:32
5. 7 Pounds – 2:41
6. 0% Finance – 4:20
7. Short Race (mit Roc Marciano) – 4:05
8. Interlude – 0:26
9. Paper Plate – 2:48
10. Columbian Ties (mit True Master) – 2:47
11. Firehouse (mit Ka) – 3:43
12. Path Of Destruction – 2:36
13. Cinema (mit Justice Kareem) – 2:59
14. Intermission (Drive In Movie) – 0:24
15. Life Is A Movie (mit RZA und Irfane Khan-Acito) – 3:10
16. Elastic Audio (Bonus-Titel) (mit Dreddy Kruger und Fyre Dept) – 4:00

## Rezeption

### Charts
In den US-amerikanischen Album-Charts, den Billboard 200, stieg Pro Tools auf Rang 52 ein. Es konnten in der ersten Verkaufswoche 9.000 Einheiten des Tonträgers verkauft werden. Pro Tools hielt sich zwei Wochen in den Album-Charts.

### Kritik
Die E-Zine Laut.de bewertete Pro Tools mit drei von möglichen fünf Punkten. Aus Sicht des Redakteurs Simon Müller hinterlasse das Album „einen zwiespältigen Eindruck“. GZA verwandele „außergewöhnliches Talent durch viel Arbeit in mehr als guten Rap“. Allerdings verhindere der „teils zu eintönige musikalische Hintergrund“, dass der Hörer „diesen Umstand wirklich genießen“ könne. Positiv hervorgehoben werden die Stücke Groundbreaking und 7 Pounds. Das von Black Milk produzierte Instrumental zu 7 Pounds wird als melodisch und komplex gelobt. Zudem animiere die Produktion GZA „zu ungewohnt dynamischen Flows“. Dagegen nerve die eingespielte Gitarre in dem Stück 0% Finance sowie das verwendete Sample in Path Of Destruction aufgrund „konsequenter Wiederholung“. RZA steuerte mit Paper Plate eine Produktion bei, die „minimalistisch eingespielt“ sei, aber dafür „umso stimmungsvoller“ klinge.